# Heizmannia discrepans
Heizmannia discrepans är en tvåvingeart som först beskrevs av Edwards 1922.  Heizmannia discrepans ingår i släktet Heizmannia och familjen stickmyggor. Inga underarter finns listade i Catalogue of Life.